# 기축옥사
기축옥사(己丑獄事)는 조선 선조 때 발생한 옥사로, 1589년 10월, 정여립이 모반을 꾸민다는 고변에서 시작되어 약 3년간 정여립과 연루된 1,000명의 동인이 희생된 사건이다. 정여립의 옥사로도 불리는 이 옥사는 붕당정치가 시작된 초반 과도기에 당쟁에 의해 벌어진 권력투쟁사건이다. 사화(士禍)와 붕당(朋黨)으로 지배체제가 크게 동요한 16세기에 벌어진 기축옥사는 조선시대 역모사건 가운데 희생자가 가장 많이 발생한 사건 임에도 불구하고 정확한 사건의 진실이 무엇인지, 아직 제대로 밝혀진 것은 없다.
정여립이 대동계(大同契)를 이끌고 반란을 꾀한다는 역모고변으로 옥사(獄事)가 시작되었다. 정여립의 자결로 역모는 사실로 굳어졌고, 동인을 숙청하고 정권을 재탈환할 절호의 기회로 판단한 서인들은 사건을 확대시켜 3년간이나 옥사(獄事)를 이어가며 1,000여 명의 동인들을 유배나 사형에 처했다.
이 사건으로 동인과 서인 사이에 감정의 골이 깊어지며 비판, 견제, 공존이라는 붕당정치의 금도가 깨지고 당쟁은 유혈숙청으로 비화되었다. 앙심을 품은 동인들은 건저문제(1591)에서 기회를 잡아 서인들을 유혈숙청하였고, 인조반정(1623)으로 전세가 다시 역전되는 등 악순환이 거듭되었다. 이 옥사는 물증 등 분명한 증거 없이 다만 고변 만으로 수많은 희생자가 발생했고, 정여립의 사인에 대해서는 타살설, 역모에 대해서는 여러 조작설이 제기되고있어 아직도 사건의 진위여부 등 많은 논란을 빚고 있다.
옥사가 종결된 뒤 곧 임진왜란이 벌어져 많은 자료가 유실되었기에 사건의 진상을 파악하기 어려운 점도 있다. 또한 인조반정 이후 서인이 득세하고 이후에는 서인 출신의 노론 벽파가 정권을 장악하였기에 조선후기 300년 간 정여립의 모반사건과 기축옥사에 대한 논의는 금기사항에 해당했다. 3년 간 이어진 옥사로 1,000명의 인재가 사망했기 때문에 인재부재로 인해 임진왜란이라는 국난을 효율적으로 대처하지 못했다는 비판도 있다.
조선은 전주 이씨가 건국한 왕조임에도 불구하고, 이 사건으로 호남 지역은 소외되었고 호남 선비들은 인재 등용에서 큰 차별을 받았다.

## 역사적 배경

### 훈구와 사림
고려말의 사회적 혼란을 개혁하려고 한 신진사대부들 가운데 급진개혁파는 이성계의 조선개국에 합류하였고 온건개혁파는 낙향하여 성리학으로 무장하며 실력을 키웠다. 성종대에 중앙 정계에 진출하기 시작한 사림파는 조선 전기에 정국을 주도하던 훈구파의 부도덕함을 비판하며 정치세력으로 성장했다. 사림파는 훈구파의 반격으로 4대사화(士禍)를 겪으며 큰 화를 입었으나, 서원중심의 지역적 기반을 바탕으로 재기를 거듭한 끝에 선조대에 이르러 훈구파가 몰락하자 중앙 정계를 장악하였다. 그러나 곧 사림이 분열하며 붕당을 형성하였고 동인과 서인으로 나뉘어 충돌하였다.

### 붕당정치
유교적 정치 이념하에서 신료가 붕당을 형성하는 것은 범죄에 해당하며, 성종때 완성된 《경국대전》에는 이에 대한 처벌 규정이 들어 있다. 그러나 송나라 이후 신유학에서는 구양수(歐陽修)와 주희(朱熹) 등에 의해 성리학 이념은 군자(君子)끼리 모인 '군자당'(君子黨)이 소인(小人)을 배제하고 정치를 주도하여야 한다는 논리가 제시되었다. 이를 조선의 사림(士林)이 받아들였고, 선조 역시 명종대까지 붕당행위가 역모에 버금가는 중범죄에 해당했으나 정책의 공론화를 통한 발전적인 당파정치로 이끌고 왕권강화책으로 삼고자 붕당을 허용하였다.

### 동인과 서인의 다툼
내분과 갈등을 겪던 사림은 결국 이조전랑직을 놓고 큰 다툼이 발생하여 동인과 서인으로 분열하였다. 다툼의 당사자였던 김효원이 도성 동쪽 건천동에 살았기에 동인(東人)이라 하고, 심의겸의 집이 도성 서쪽 정동에 있었기에 서인(西人)이라 부르게 되었다. 서인의 주요인물은 이이, 정철, 윤두수 등이고, 동인의 주요인물은 류성룡, 이산해, 이발 등이었다. 초기에는 견제와 비판, 공존이라는 틀안에서 정쟁이 이어졌으며 선조 또한 수적 열세였던 서인을 두둔하여 붕당의 균형유지를 추구했다. 그러나 점차 다툼은 격렬해졌다. 양측을 조정 중재하였던 율곡 이이가 1584년에 사망한 뒤 선조는 그동안 지나치게 세력이 커진 서인을 견제하기 위해 동인을 중용하자 동인세력이 집권하게 되었다. 정국의 주도권을 빼앗긴 서인들은 조정을 다시 장악하기 위해 기회를 엿보게 되었다.

## 사건 전개

### 정여립의 대동계
정여립은 24살이라는 비교적 이른 나이에 문과에 급제하며 이목을 끌었으나 조정에 연고가 없는 지방출신인 탓에 10년 간 하위직에 머물렀다. 그러나 이이(李珥)의 문하생으로 그 재주를 인정받아 서인들의 천거속에 1583년에 예조좌랑(정6품), 이듬해에는 홍문관 수찬(정5품)에 올랐다. 그런데 1584년에 이이(李珥)가 사망한 뒤 서인을 탈당하고 집권세력인 동인에 합류하였을 뿐만 아니라, 스승이었던 이이를 비판하기 시작하자 서인들이 반발했고 평판이 나빠졌다. 선조 역시 그의 행위와 이당을 불쾌히 여기며 배척하자 정여립은 사직하고 전주로 낙향하였다.
낙향한 정여립은 진안 죽도(竹島)에 서실(書室)을 짓고 사회(射會)를 열어 강론을 펴는 등 활동을 전개하면서 호남 지역 사람들을 규합하여 대동계(大同契)를 조직했다. 대동계는 신분을 가리지 않고 양반, 중인, 노비, 승려 등도 받아들였으며 강론과 더불어 말타기, 활쏘기, 칼쓰기 등의 무술연마도 하였다. 매월 15일에는 한 곳에 모여 활쏘기 대회를 열고 술과 음식을 나누어 먹기도 했다.
1587년 음력 2월, 손죽도(損竹島)에 왜구가 쳐들어왔을 때(정해왜변), 당시 전주 부윤으로 있던 남언경의 요청을 받아들여 대동계원들을 이끌고 출병하여 왜구를 격퇴시키기도 했다. 이 일로 정여립은 문과 무를 겸비한 선비로 호남지역에서 명성을 떨치게 되었으며, 그의 대동계는 활동영역을 넓혀 황해도 지역으로 조직을 확대했다. 많은 사람들이 모여들었고 그를 따르기 시작하면서 정여립의 세력이 갈수록 커지자 점차 주변의 이목을 끌기 시작했다.

### 모반 고변
1589년 10월 2일, 황해도 관찰사 한준의 비밀장계를 받은 선조는 정여립이 모반을 꾀한다고 생각하게 되었다. 안악에 사는 조구가 밀고자로 되어 있으며, 정여립이 대동계 사병을 이끌고 결빙기를 이용해 황해도와 전라도에서 동시에 봉기하여 입경하고, 신립과 병조판서를 살해하고 선조를 몰아내려 한다는 것이다. 선조는 즉시 삼정승, 육승지, 의금부 당상관들, 도총관, 옥당 상하번들을 급히 입시시켰다. 이들과 논의한 뒤 의금부도사를 황해도와 전라도에 급파하고 체포령을 내렸다. 또한 춘추관 검열로 사관에 입적하고 있던 정여립의 생질 이진길을 하옥시켰다. 10월 7일이 되자 정여립의 도주사실을 알리는 장계가 올라왔고, 17일이 되자 정여립은 자결했다는 보고와 함께 그의 아들 정옥남과 관련자들이 붙잡혀 한양으로 압송되어 왔다.

### 기축옥사
정여립이 자결하였으므로 역모는 기정 사실로 굳어졌고, 그의 시신이 한양으로 이송되었는데, 목은 잘린 후 철물교 밑에 매달렸고 몸뚱아리는 사지를 찢어 능지처참(陵遲處斬)되었다. 선조의 명에 의해 정언신이 위관(委官, 사건 조사를 위해 임명된 재판관)으로 임명되었고, 압송된 관련자 80명에 대한 취조가 시작되었다. 그러나 곧 정언신이 정여립의 9촌뻘되는 먼 친척인 점이 밝혀져 위관(委官)은 송강 정철로 교체되었다. 또한 《선조수정실록》에 의하면, 초기 수십 일은 선조 임금이 직접 심문하였고, 이후 정철이 위관(委官)을 담당했다 한다.
서인들은 정여립이 동인과 교분이 있다는 점을 이용해 동인을 숙청하고 이율곡이 사망한 뒤 빼앗겼던 정권을 재장악할 기회로 삼기위해 이 사건을 확대하였고, 2년 넘게 수많은 동인들을 심문하여 유배와 죽음으로 몰아갔다. 서인에 속했던 위관 정철은 지나치게 가혹한 옥사(獄事)를 진행하여 훗날 '동인백정'이라는 별명을 얻기까지 했다. 특히 동인에 속했던 이발과 그의 노모, 10살된 어린 아들까지 심문으로 사망하며 일족이 몰살되었다.
정여립 반란 사건 초기에 위관이었다가 동인이었기에 물러 나온 정언신도 사건이 전개되는 과정에서 정여립과 연루되었음이 드러났다. 정언신은 체포 후, 정언신의 아들 율의 상소와 성혼의 권고로 죄가 감해졌으나, 정여립의 문서에서 정언신의 편지가 비교적 많이 들어 있었음이 드러나, 유배형이 내려졌다. 1590년 5월 이후로는 류성룡과 이양원 등이 위관을 담당하였다. 옥사는 20개월 간 계속되어 백성들의 원성을 샀고, 1591년 5월에 끝이 났다.

### 결과
이발(李潑)·이길(李洁)·이급(李汲) 형제와 백유양(白惟讓)·백진민(白振民) 부자를 비롯해 조대중(曺大中)·유몽정(柳夢井)·최여경(崔餘慶)·이황종(李黃鍾)·윤기신(尹起莘)·이진길(李震吉) 등이 정여립과 가까이 지냈다는 이유로 일당으로 몰려 심문을 받다가 죽임을 당했다. 영의정 노수신(盧守愼)과 우의정 정언신(鄭彦信), 직제학(直提學) 홍종록(洪宗祿) 등 동인의 핵심 인물들이 파직되었다. 특히 조식(曺植)의 문인들이 큰 피해를 입었는데, 조식의 제자인 최영경(崔永慶)은 역모의 또 다른 괴수로 인식된 길삼봉(吉三峯)으로 몰려 옥사(獄死)를 당하기도 했다.
서산대사(西山大師) 휴정은 정여립과 역모를 모의했다는 죄목으로 묘향산에서 끌려가 선조에게 친히 국문을 받았으며, 사명당(四溟堂) 유정은 오대산에서 강릉부로 끌려가 조사를 받는 등 종교인들도 고초를 겪었다. 옥사로 인해 수백 명이 유배되었고 사망자는 최소 수백 명이고, 많게는 관련자의 가족을 포함하여 1,000명 이상이다. 특히 이발과 백유양의 집안이 가장 혹독한 화를 입었다.
정여립의 처자와 형제는 주살당했고 정여립이 살았던 금구 집을 헐어 연못으로 만들었으며 그의 조상묘는 모두 파묘하였다. 생존한 정여립의 먼 일가들은 전주 외부로 흩어져 살도록 강제 이주 시켰다. 또한 금구군(金溝郡)을 없애 전주로 편입시키고 전라도는 반역향으로 지목되어 인재 등용에 차별을 당했으며 이로 인해 호남인들은 과거 응시를 포기하였고, 이후로는 호남지역에서 글 읽는 소리가 사라졌을 정도가 되었다.

### 억울한 죽음
조대중(曺大中)은 당시 전라도 도사로 있으면서 관내 순찰 중 전라남도 보성에서 정여립 자살의 소식을 들었는데 그때 그가 눈물을 흘렸다는 죄로 장살을 당하였다고 한다. 사실은 마침 부안에서 데려온 한 관기가 이별의 정 때문에 흘린 눈물이 잘못 전달되어 그런 참혹한 형벌을 당한 것이라고 하는데, 한 여인의 '이별의 눈물'이 나라에 반역한 '역적의 눈물'로 오인되어 목숨을 잃은 것이다.
또한 조사 김빙은 추국관(推鞫官)이 되어 추국에 참여하였는데, 원래 눈병이 있는 데다가 날씨가 춥고 바람이 불어 눈물을 닦은 것이 같은 서인이었지만 김빙과 적대관계였던 백유함(白惟咸)의 눈에 띄어 정여립의 죽음을 슬퍼한다는 무고를 받고 사형당하였다. 이와 같은 사례는 부지기수로 정여립 사건을 빌미로 이에 얽혀 들어 희생을 당한 사람이 천여 명에 이르렀고, 그 중에서도 전라도의 인사가 가장 큰 피해를 입었다.
이러한 사건을 두고 오익창은 상소문에서 "간교한 무리들이 그 기회를 타 역적을 토벌한다는 구실을 빌어 사사로운 원수를 갚으려고 온갖 날조를 하여 평소 원한 관계에 있던 사람들은 모조리 다 죽이고야 말았습니다."라고 지적하였다.

## 논란

### 타살설
역모고변이 나왔을 때, 정여립의 역모 사실을 믿지 않는 견해도 있어 동인과 서인은 팽팽히 맞섰다. 명재 윤증(尹拯)이 ‘황신(黃愼)행장’에서 좌의정 정언신(鄭彦信)이 ‘정여립을 고변한 자의 목을 베어야 한다’고 말했다고 적고 있듯이, 고변을 사실로 믿는 사람도 많지 않았다. 게다가 선전관 이용준(李用濬) 등은 ‘정여립이 자신의 서실(書室)이 있는 진안 죽도(竹島)에서 자결했다’며 아들 정옥남(鄭玉南)만을 잡아와 의혹은 증폭되었다는 주장도 있다.
관군을 이끈 진안현감 민인백은 《토역일기》에 정여립은 저항하여 포위망을 뚫고 탈출하자는 주변 가신들을 칼로 벤 후 자결하였다고 기록하였다. 그러나  훗날 남하정(南夏正:1678~1751)은 『동소만록(桐巢漫錄)』에서 “정여립이 진안 죽도에서 놀고 있을 때 선전관이 현감과 같이 죽이고선 자살했다고 아뢰었다.”는 기록을 남겼다.

### 조작설
조선시대를 포함하여 정여립이 실제로 역모를 한 것은 사실이라고 일반적으로 받아들여졌다. 하지만, 조작설이 조선시대부터 존재했고, 1950년대 이후에 당쟁을 배경으로 송익필 형제가 조작한 것이라는 주장들이 등장하였으나 의견이 분분하다. 조작설은 정철과 서인 세력이 동인 세력을 타도하기 위해 사건을 조작했다는 주장이다. 결과적으로 정언신, 정개청(鄭介淸), 백유양(白惟讓), 이발(李潑), 이길 등 많은 동인이 죽거나 귀양을 갔고, 이산해를 얽어 넣으려고 했다는 것이다.
조작설은 김장생이 엮은 〈송강행록〉(松江行錄)을 근거로 들기도 한다. 정여립 등이 모반한다는 고변이 있자 정철은 그의 도망을 예상하였고, 자진하여 옥사처리를 담당하려 했다고 하여, 정여립의 도망을 미리 안 것과 추국관이 되기를 자청한 것으로부터 정철이 이를 지휘했을 수 있다는 것이다.
조작설을 뒤받침하는 또 다른 근거는, 안악의 교생 변숭복의 급보로 정여립은 도피하는데, 수사의 손길이 곧 자기에게 미칠 것을 알면서도 집 안에 각종 수신(受信) 문서들을 방치하여 후일 이 문서로 말미암아 많은 사람들을 연루자로 죽게 할 리 없다는 것이다. 그리고 급보를 받고 도망간다면 연고지가 아니라 지리산 같은 심산으로 방향을 잡았을 것이며, 또 가족에게 행선지를 알려 추포의 손이 곧 미치게 하지는 않았을 것이다. 150년 뒤에 나온 ≪동소만록 桐巢漫錄≫ 같은 야사에서는 그가 죽도에 가서 놀고 있을 때 선전관 등이 달려오자 자결했다고 보고했다는 것이다.
역모로 조작한 인물로 정철이라는 설이 있다. 서인 출신 예학자 김장생(金長生)이 엮은 〈송강행록〉(松江行錄)에서, '기축옥사 당시 정여립 등이 모반한다는 고변이 있자 일반인은 그의 상경을 고대하고 있었는데 이상하게도 정철은 그의 도망을 미리 알고 있었을 뿐 아니라 자진하여 옥사처리를 담당했다'는 내용을 들어, 그의 도망을 미리 안 이유는 정철이 정여립의 유인과 암살을 지령한 음모의 최고지휘자라는 주장이다. 1584년에 이이(李珥)가 죽은 뒤 열세에 몰린 서인이 세력을 만회하기 위해 날조한 사건이라는 설이다.
또한, 정철의 배후에서 실질적으로 기축옥사를 조작한 이는 송익필(宋翼弼)이라는 주장이 있다. 그의 아버지 송사련은 정승 안당의 아버지 안돈후의 첩이 낳은 서녀와 평민 출신 갑사 송린의 아들이었다. 서자의 후손인 송익필은 문장력이 뛰어나 서인의 참모 격으로 활약했는데, 자신과 그의 가족 70여 인을 환천(還賤)시키고자 한 동인의 이발·백유양(白惟讓) 등에게 복수하기 위해 이 사건을 조작했다는 것이다.
왕권을 중시하는 시각에서 보면, 기축옥사에서 숙청 확대에 가장 중요한 영향력을 행사한 사람은 국왕이므로 선조가 주도적으로 조작했다는 설도 있다. 위관이었던 정철은 기축옥사가 종료된 이후 세자 책봉을 건의하다가 실각되고,(건저문제) 사건의 주요 쟁점마다 국왕이 깊숙이 개입해 흐름을 바꾼 사례가 적지 않기 때문이다. 선조의 지지없이 서인이 독자적으로 정여립의 역모를 주장했다면 당시 집권세력으로 강성했던 동인의 힘에 의해 의견 자체가 묵살되었을 것이다. 또한 집권세력이 모반을 꾀한다는 것은 설득력이 떨어진다. 아무튼 여러 조작설이 있으나 아직 정설은 없다.

### 역모의 진위
일부 조작된 면도 있어 보이고 사건이 다소 무리하게 전개된 측면은 인정되지만, 당시 전제군주정치 아래에서는 용납되기 어려운 정여립의 급진적인 정치사상이 옥사(獄事)를 불러왔다는 해석도 있다. 당시 세간에는 “이씨 왕조가 망하고 정씨가 흥할 것(木子亡 奠邑興)”이라는 도참설이 떠돌았으며, 정여립은 선양(禪讓)에 의한 왕위계승이 합당하다는 주장을 하였다. 또한 그는 “천하는 공물(公物)로 일정한 주인이 있을 수 없다”는 ‘천하공물설(天下公物說)’과 “누구를 섬기든 임금이 아니겠는가”라는 하사비군론(何事非君論)을 주장하며 혈통에 근거한 왕위 계승의 절대성을 비판하고 왕의 자격을 중시하였다.
그리고 “충신이 두 임금을 섬기지 않는다고 한 것은 성현(聖賢)의 통론(通論)이 아니었다”며 주자학적인 ‘불사이군론(不事二君論)’에 대해서도 비판적인 혁신적인 사상을 지니고 있었다. 이런 사상과 주장 등으로 볼 때 역모가 사실이었다는 반론도 팽팽하게 맞서고 있다. 하지만 이러한 사상적 경향은 정치의 도리와 의(義)를 강조한 조식(曺植)의 문인이나 성리학의 주체적 해석을 강조한 서경덕(徐敬德)의 문인들에게서 많이 나타나고 있었으므로 모반의 근거로 볼 수는 없다는 주장도 있다.
가장 석연치 않은 점은 무술훈련까지 한 대동계 조직을 가지고 있으면서 역모를 꾀하던 자가 싸워보지도 않고 자결했다는 점이다. 정여립은 강한 리더쉽을 가지고 있었고 체제에 대한 불만이 있었으며 관군을 능가하는 군사력을 보유하고 있었다. 이는 역모 주모자로서의 조건을 모두 갖추었음에도 불구하고, 무력에 의한 저항 한번 하지 않았다는 점이 이상하다 할 수 있다.

### 증거 불충분
정여립이 조직했던 대동계가 역모의 가장 유력한 증거로 제시되고 있지만 석연치 않은 점이 있다. 만일 대동계가 역모를 위한 조직이라면 서인당인 남언경이 어떻게 동인계로 전향한 정여립에게 녹도에 침입한 왜구퇴치에 협조를 요청했을까 하는 의문이 제기된다. 이미 서인당인 전주 부윤 남언경(1528~1594)이 알고 있을 정도의 조직이라면, 더욱 마음 놓고 조직을 활성화할 수 있는 계기가 되었을 것이며, 그래서 정여립은 매월 공공연하게 모임을 갖고 국난을 당하여 협조했을 것이며, 만일 그가 진정 임진왜란을 예상했다면 그의 이러한 조직은 의병 활동에 크게 활용되었을 것이라고 추측되기도 한다. 또한 대동계를 이용한 물리적인 저항의 흔적이 전혀 없다는 사실이다.

### 공정성
위관으로서의 공정성에 대하여는 임진왜란으로 수사 자료가 모두 유실되어 사실을 확인하기 어렵다. 기축옥사 당시 80명의 동인 인사들을 체포하여 형문하였으나 그 과정에서 1,000여 명의 동인계열 인사와 가족들이 체포되어 형문을 받다가 사망했다. 서인의 영수로서 형문의 초기 책임자였던 정철은 옥사를 확대시켰다는 비판을 받고 있다.

## 영향
동인의 영수 이발의 노모를 비롯한 가족들의 죽음, 처사 최영경의 죽음을 비롯한 1천여 명의 희생자가 발생하여 이후 논란의 원인이 되었다.
북인이었다가 남인이 된 허목은 자신이 태어나기 전에 있었던 기축옥사에 대한 것을 접하고 서인들을 상당히 부정적으로 평가하게 되었다. 그는 정여립 사건 당시 억울하게 죽은 선비가 많다며 이들의 신원과 복권을 주장하기도 했다.
허목의 증언에 의하면, 정여립 사건 당시 호남의 선비들 중 정개청을 추존한 사실 때문에 죄인으로 억울하게 몰린 자가 50명, 그 중 유배형을 당하고 혹은 목숨을 잃은 자 20명, 금고된 자 400명에 이르렀다고 한다. 허목은 또 "일찍이 정개청이 정철을 가리켜 소인이라고 지탄한 그 한마디의 화가 이토록 심하였다"고 적고 있는데, 당시 정여립의 모반 사건으로 얼마나 많은 사람들이 무고하게 피해를 입었는 지 알 수 있다. 허목 외에도 북인, 남인계 인사들 일부는 서인에 대해 이 사건에 대해 오래도록 원한을 품기도 했다.

## 평가 및 복원 노력
이후 동인과 그 후신인 북인, 남인이 집권했을 때 정여립의 옥사에 희생된 사람들에 대한 복권 시도가 이루어졌으나, 광해군 퇴출 후 북인이 숙청당하고, 1728년 이인좌의 난으로 남인마저 숙청당하면서 옥사, 반란으로 규정되었으며 정여립의 난이 서인에 의한 조작이라는 주장이 나왔다. 현재는 송익필이 조작했다는 설, 정철이 조작했다는 설, 서인 전체가 조작에 가담했다는 설, 정여립의 혁명적인 주장이 옥사를 초래했다는 설 등 여러 가지 주장이 공존하나, 정설은 없다.